# Park Karola Kurpińskiego w Poznaniu
Park Karola Kurpińskiego – park miejski w Poznaniu, na Świętym Rochu, na obszarze jednostki pomocniczej Osiedle Rataje, przylegający do ulic Serafitek i Świętego Rocha.

## Historia
Park został urządzony w jesieni 1938. Niewielka przestrzeń (poniżej 1 ha) zagospodarowana została w sposób nietypowy dla ówczesnych poznańskich parków – zastosowano dużą liczbę roślin pnących i małą architekturę złożoną z kamieni i głazów. Park zastąpił wcześniej tu istniejącą strzelnicę bractwa kurkowego, sprzedaną miastu w 1920 (realizację parku opóźnił Wielki Kryzys, następnie szerzej zakrojony projekt Władysława Czarneckiego z 1936 odłożono z przyczyn finansowych, ostatecznie realizując skromniejszy zakres prac według projektu Romana Marcińca). Obiekt był w dwudziestoleciu międzywojennym szczególnie popularny wśród matek z dziećmi. Po zaniedbaniach komunizmu i koniecznej rewitalizacji, został ponownie udostępniony spacerowiczom na przełomie lipca i sierpnia 2004. Od strony północnej stoi duża tablica informacyjna upamiętniająca Karola Kurpińskiego, ufundowana przez Towarzystwo Muzyczne im. Karola Kurpińskiego we Włoszakowicach we współpracy z Zarządem Zieleni Miejskiej.
Z roślin rosnących w tym miejscu należy wymienić: klony, brzozy, wiązy, lipy, wierzby, dęby, platany, żywotniki, grochodrzewy, kasztanowce i wejmutki. Istnieje też jedna morwa biała.
Dojazd zapewniają tramwaje linii 5, 13 i 16 do przystanku Politechnika.